# Tractat de Salbai

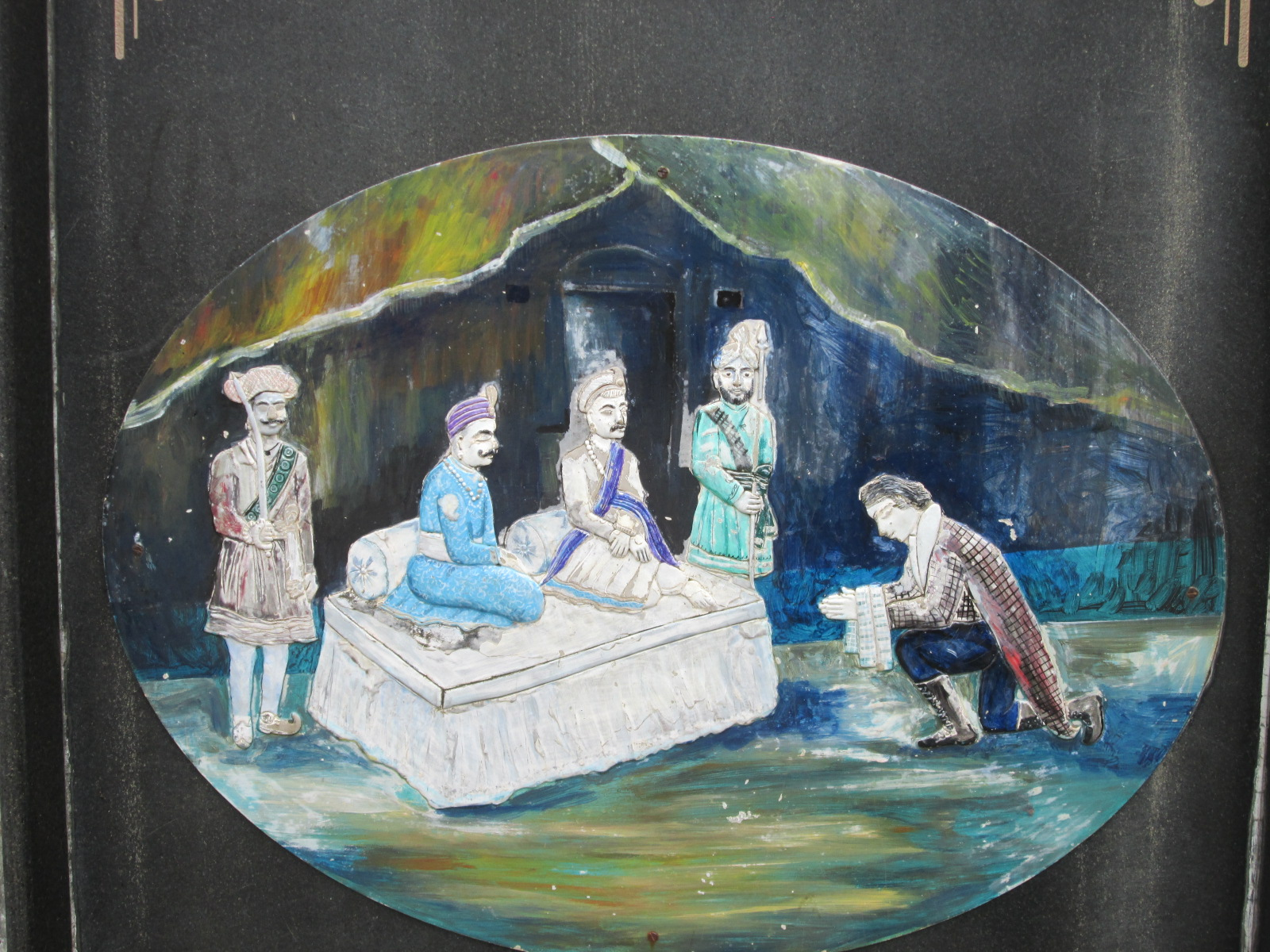
Recreació mural del Tractat de Salbai.

El tractat de Salbai o de Salbye fou un acord entre britànics i marathes per posar fi a la primera Guerra Maratha o Anglo-maratha, que va agafar el nom del poble on fou signat, Salbai a l'aleshores principat de Gwalior a uns 50 km al sud de la fortalesa de Gwalior. El tractat es va signar el 17 de maig de 1782, i va posar fi a la lluita pel càrrec de peshwa que va seguir la mort de Madho Rao Ballal entre els partidaris de Raghunathrao i els de Sawai Madhavarao II Narayan. El tractat va ser ratificat per Warren Hastings el juny de 1782 i per Nana Phadnis el febrer de 1783.
Segons el tractat, el peshwa havia d'entregar Bassein (la portuguesa Baçaim, moderna Vasai) i altres llocs que els britànics ja havien conquerit durant la guerra; establia també la cessió de les illes Salsette, Elephanta, Karanj i Hog, a la rodalia de Bombai. Sota l'article 3 el dret dels britànics a la pargana de Broach fou reconegut completament, però aquestos drets foren traspassats a Madhav Rao I Scindia en consideració als seus serveis, a condició que el comerç britànic havia de ser lliure i no ser molestat. Els marathes també es comprometien a combatre a Haidar Ali de Mysore i a no permetre que els francesos establissin factories al seu territori. Els britànics pagarien una pensió al seu protegit Raghunat Rao i reconeixien a Madhav Rao Narayan com a peshwa, i les reclamacions de Sindhia sobre els territoris a l'oest del Jumna; tots els altres territoris ocupats pels britànics després del tractat de Purandar (1776) foren retornats als marathes